# Des revenus
Des revenus, en grec ancien Πόροι ἢ περὶ Προσόδων, Poroi e peri Prosodon, est un ouvrage de Xénophon, probablement écrit en -355, peu de temps avant sa mort, alors qu'il résidait vraisemblablement à Corinthe, et portant sur une modification de la politique d'immigration d'Athènes, le développement du commerce et du négoce maritime, ainsi que le développement de l'exploitation des mines d'argent de Laurion. Xénophon conseille à Euboulos, le dirigeant athénien de l'époque, de favoriser l'intégration des métèques, d'encourager le commerce maritime et d'exploiter les mines d'argent du Laurion.

## Préceptes

### Chapitre I. De la situation privilégiée d'Athènes entre deux mers
Le sol de l'Attique est fertile ; il est riche en marbre et en argent. La ville d'Athènes, qui est au centre de la Grèce, entre deux mers, est bien placée pour le négoce.

### Chapitre II. Des métèques

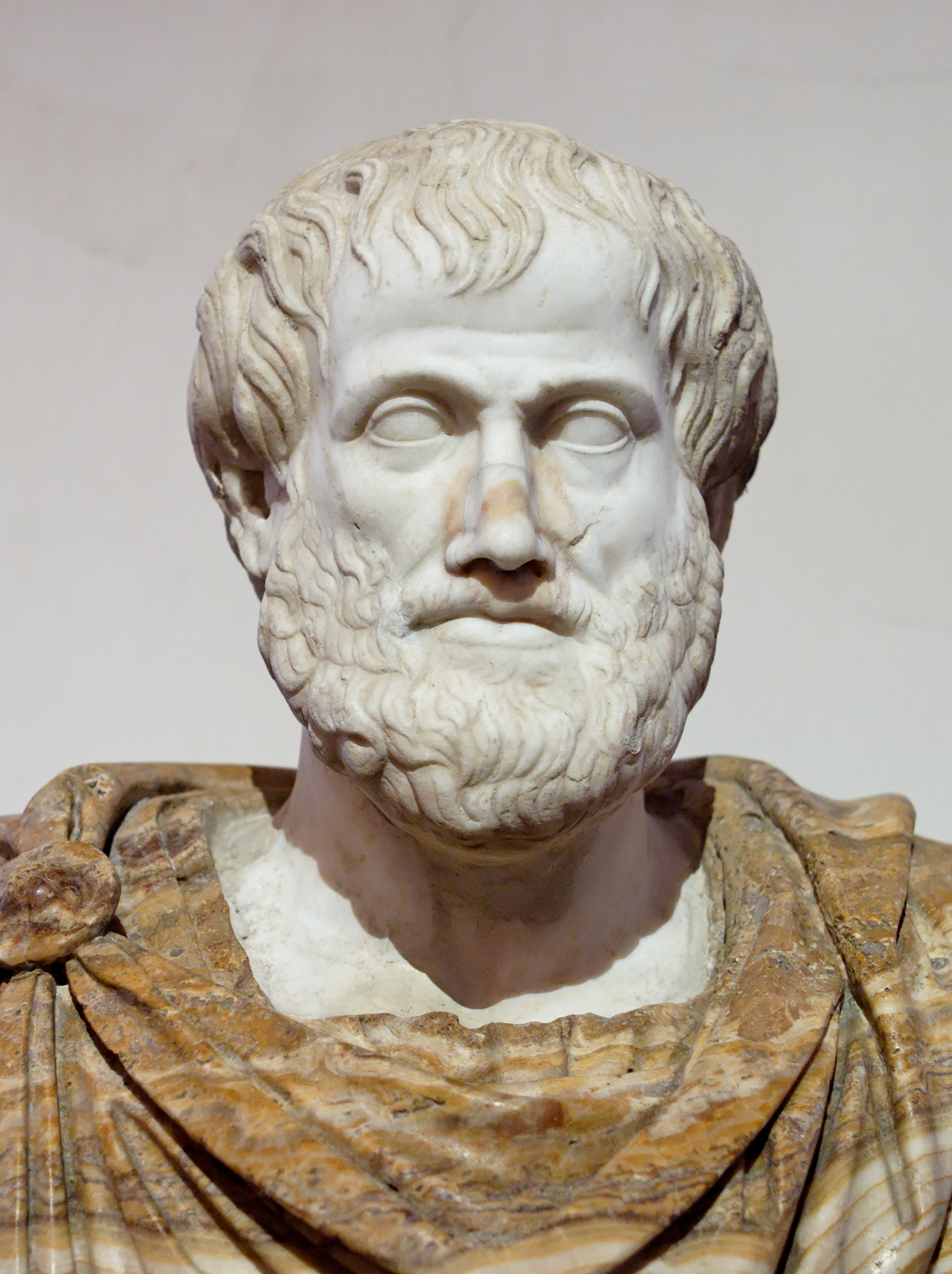
Aristote, né à Stagire et le plus connu des métèques accueillis par Athènes.

Les métèques, résidents étrangers d'Athènes, étant une source de revenus, favorisons-les, dispensons les de servir dans l'infanterie, permettons leurs de servir dans la cavalerie, donnons leurs dans Athènes des emplacements pour bâtir.

### Chapitre III. Du commerce maritime
L'Attique est le pays qui offre aux commerçants  et aux armateurs le plus d'agréments et de profits. Les navigateurs trouvent au Pirée un abri sûr. Ils peuvent emporter une cargaison d'argent. Il faut accélérer le jugement des litiges, donner des places d'honneur aux navigateurs. Il faudrait se cotiser pour équiper des vaisseaux. Il serait bon d'inscrire dans les registres publics les noms des bienfaiteurs d'Athènes, de construire des entrepôts, des hôtellerie, des halles au Pirée. L'État pourrait avoir une flotte marchande.

### Chapitre IV. Des mines d'argent de Laurion

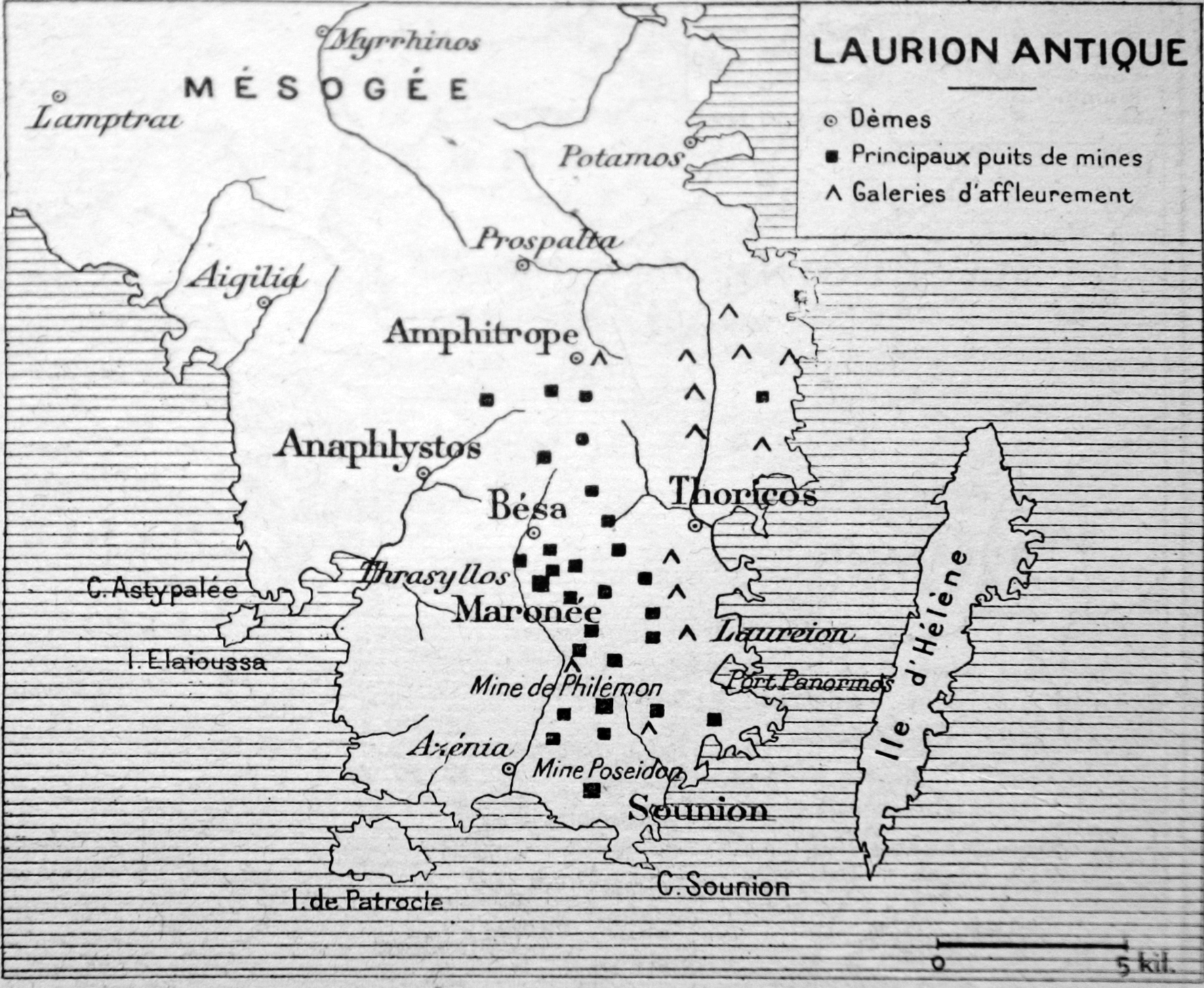
Les mines de Laurion, entre Athènes et le cap Sounion.

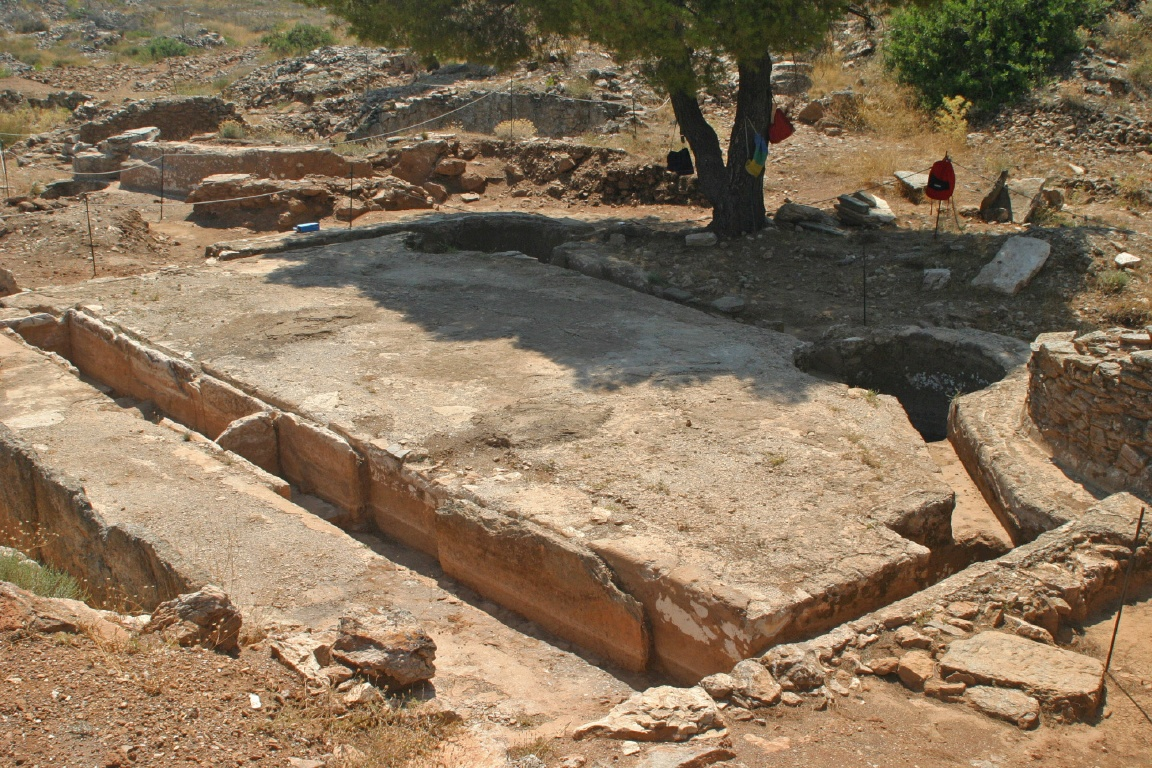
Table de lavage du minerai.

Exploitation des mines d'argent du Laurion. Le minerai est inépuisable et l'on peut l'exploiter largement, sans craindre que l'argent perde de sa valeur. Que l'État achète des esclaves et qu'il les loue aux entrepreneurs des mines. Que l'on creuse de nouvelles galeries et les tribus s'associent pour en supporter les frais. Que l'on procède graduellement, pour ne pas faire brusquement monter la main d'œuvre. En cas de guerre, la construction d'un fort à Bésa assurera la sécurité des ouvriers.

### Chapitre V. De la guerre et de la paix
La paix accroit le commerce et l'amitié des peuples ; la guerre provoque la haine et la ruine.

### Chapitre VI. Des Dieux
Les avantages qu'offrent les propositions de l'auteur. On consultera les oracles de Dodone et de Delphes pour savoir si les dieux approuvent ces projets.

## Éditions
- (grc + fr) De l'art équestre  (trad. E. Delebecque), Les Belles Lettres, 2015 (1re éd. 2015), 183 p. (ISBN 978-2-251-00343-6). .
- Alexandre Blaineau (trad. du grec ancien), Xénophon : L'intégrale de l’œuvre équestre, Arles, Actes Sud, coll. « Arts équestres », 2011, 277 p. (ISBN 978-2-330-00193-3). .
- Pierre Chambry (dir.) (trad. Pierre Chambry), Xénophon. Œuvres complètes : Cyropédie. Hipparque. Équitation. Hiéron. Agésilas. Les Revenus, t. I, Garnier-Flammarion, 1967 (1re éd. 1967).